# 宕昌郡
宕昌郡（とうしょう-ぐん）は中国において北周から隋初に設置された郡。
566年（天和元年）、宕昌国を滅ぼした北周により宕州が設置されると、その下部に宕昌郡が設置された。583年（開皇3年）、隋朝により廃止された。

## 下部行政区
- 陽宕県
- 和戎県